# خليفة الشهياري
خليفة سالم الشهياري (مواليد 29 ديسمبر 1989) لاعب كرة قدم إماراتي يجيد اللعب في الظهير الأيسر .
لاعب سابقاً في نادي مسافي ونادي العروبة ونادي دبا الفجيرة .

## روابط خارجية
- خليفة الشهياري على موقع Soccerway.com (الإنجليزية)